# ARCASPACE

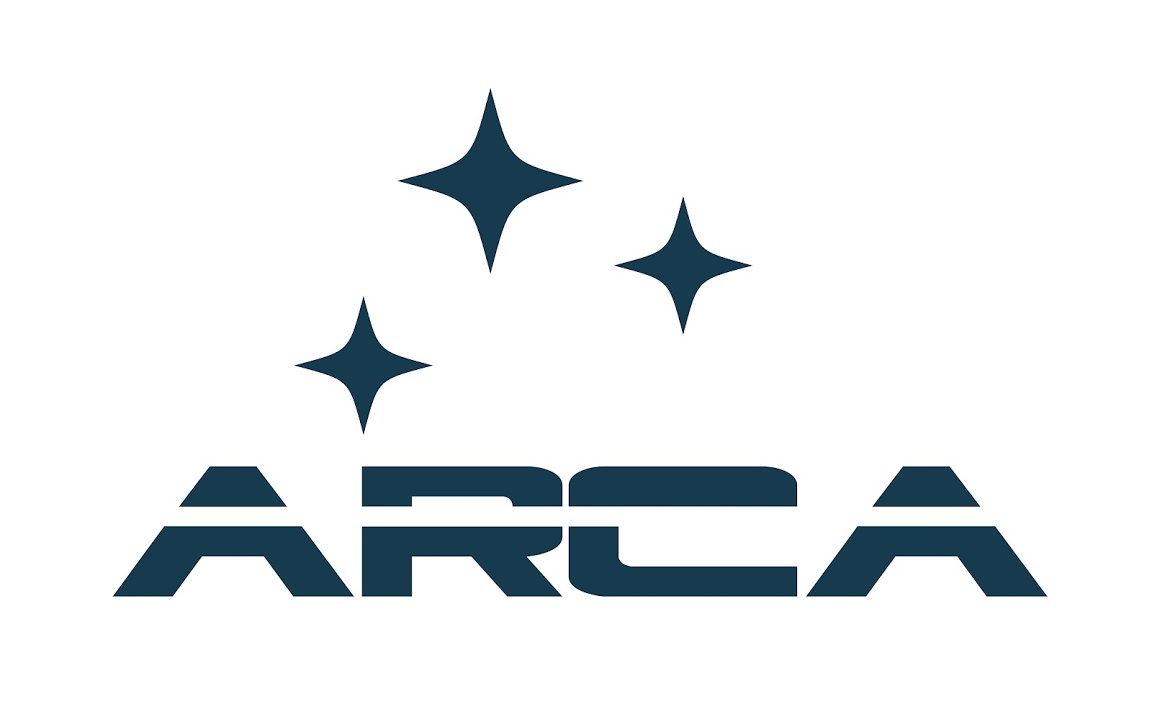
ARCA

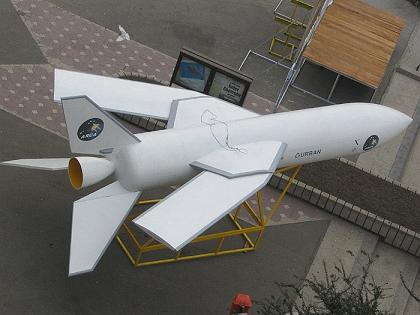
Orizont

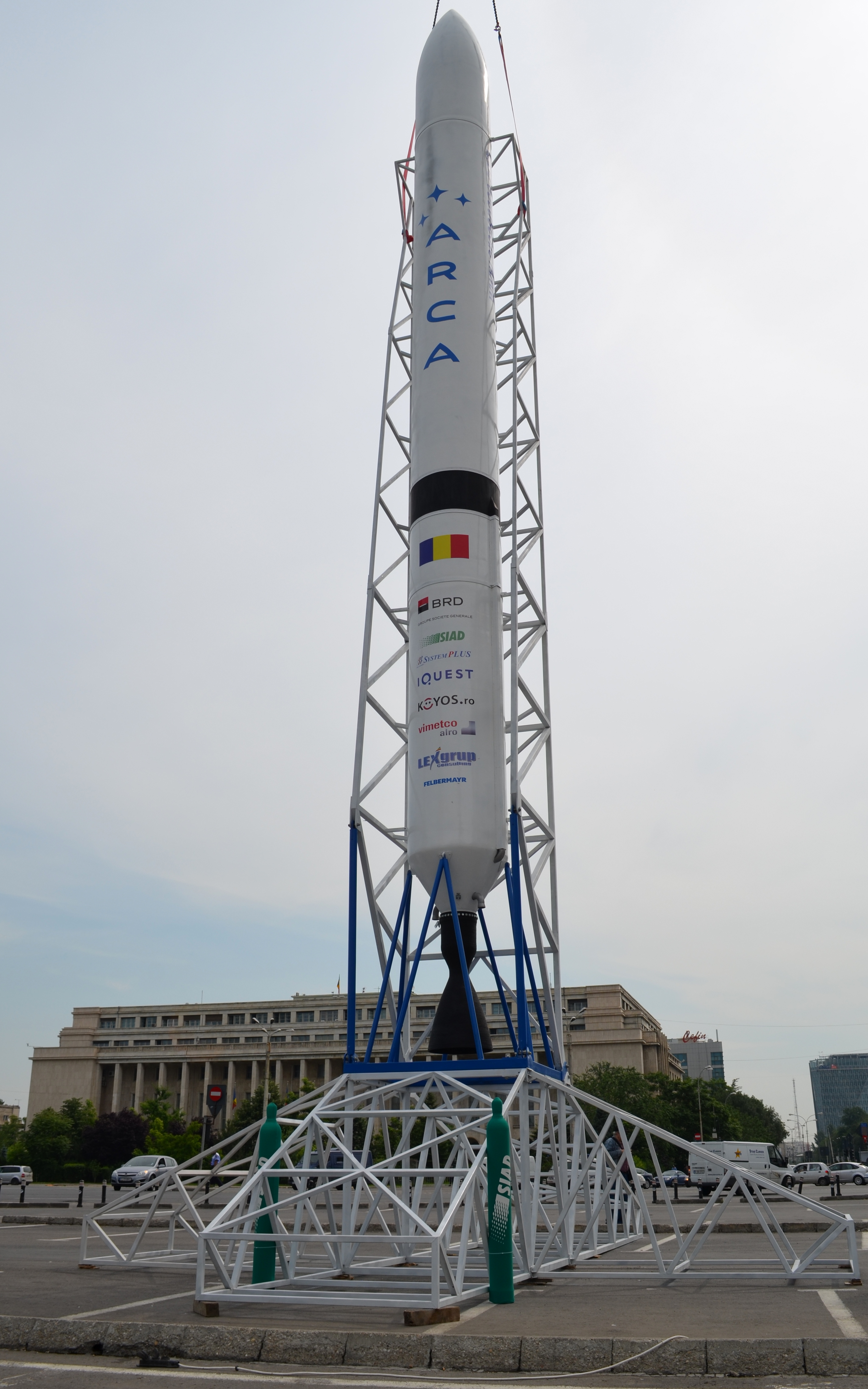
HAAS 2c

Asociaţia Română pentru Cosmonautică şi Aeronautică (ARCA) ou Romanian Cosmonautics and Aeronautics - Associação Romena de Aeronáutica e Astronáutica é uma ONG que promove projetos aeroespaciais e atividades relacionadas à astronáutica. Tem sede em Râmnicu Vâlcea, Romênia.

## Voos
| Voo          | Programa                          | Categoria | Altitude/Destino | Configuração da nave            | Partida do engenho | Situação atual       |
| ------------ | --------------------------------- | --------- | ---------------- | ------------------------------- | ------------------ | -------------------- |
| First Flight | Demonstrator 2B                   | Unmanned  | 1.000 m          | Ground launched rocket          | Yes                | Completed            |
| Mission1     | Stabilo                           | Unmanned  | 22.000 m         | Carrier balloon + Crew cabin    | No                 | Completed            |
| Mission2     | Stabilo                           | Unmanned  | 22.000 m         | Carrier balloon + Complete ship | No                 | Completed            |
| Mission3     | Lunar Project (Helen Test Rocket) | Unmanned  | 100.000 m        | Carrier balloon + Helen         | Yes                | TBL November 14 2009 |
| Moon Mission | Lunar Project (HAAS-ELE)          | Unmanned  | Lunar Surface    | Carrier balloon + HAAS-ELE      | Yes                | TBL 2011-2012 (?)    |